# Alfred Büchel

Alfred Büchel (ca. 1970)

Alfred Büchel (* 18. Februar 1926 in Gossau; † 1. Juni 2019 in Zürich; heimatberechtigt in Rüthi) war ein Schweizer Maschinenbauingenieur, Betriebswissenschafter und Professor an der ETH Zürich.

## Leben
Alfred Büchel studierte von 1944 bis 1949 an der Abteilung für Maschineningenieurwesen der ETH Zürich und diplomierte im Bereich Betriebswissenschaften. Nach einem zweijährigen Aufenthalt in London kehrte er an die ETH Zürich zurück, wo er am Betriebswissenschaftlichen Institut tätig war und wo ihm im Jahr 1968 der Doktor der technischen Wissenschaften verliehen wurde. Kurz darauf wählte der Bundesrat ihn zum Assistenzprofessor für technische Betriebswissenschaften an der ETH Zürich und beförderte ihn im Jahr 1973 zum ausserordentlichen und im Jahr 1982 zum ordentlichen Professor für das gleiche Gebiet. Im Jahr 1991 wurde er emeritiert.

## Forschung
In der Forschung befasste sich Büchel insbesondere mit den Gebieten der Produktionsplanung und -steuerung, einschliesslich des Einsatzes von Datenverarbeitung und Systems Engineering. Seine Forschungstätigkeit erfolgte vor allem in Zusammenarbeit mit dem Betriebswissenschaftlichen Institut der ETH Zürich und stützte sich häufig auf Anfragen und Aufträge bedeutender Schweizer Industrieunternehmen.

## Lehre
Büchel hat sich als Dozent mit grossem Engagement für die Belange der Ausbildung eingesetzt und über viele Jahre hinweg einen wesentlichen Anteil des betriebswissenschaftlichen Unterrichts geleistet. Zudem hat er sich unter Zurückstellung persönlicher Ambitionen in besonderem Masse für diverse institutionelle Aufgaben der ETH Zürich engagiert.

## Publikationen (Auswahl)
- Aufbau eines Simulationsmodells der Werkstättenfertigung auf der Basis eines Markov-Prozesses. ETH Diss. Nr. 4230, doi:10.3929/ethz-a-000093391